# تومي هانسن
تومي هانسن (2 فبراير 1950 فايله الدنمارك - ) هو لاعب كرة قدم دانمركي، يلعب كمهاجم.